# Кошутица (Лепосавић)
Кошутица је насеље у општини Лепосавић на Косову и Метохији. Припада месној заједници Бистрица. Налази се на 18 km северно од Лепосавића, са леве стране реке Ибра.
У називу села је реч Кошутица (деминутив и хипокористика од кошута – млада кошута, женка јелена), а могуће је да назив села потиче и од назива зељасте ливадске биљке кошутице. Средња надморска висина села је 595 метара.
Назив села је вероватно млађег постанка, јер га у писаним изворима, српским повељама и турским дефтерима нема, али је на овом месту вероватно постојало насеље са другим именом, што потврђује постојање развалина од некаквих грађевина на узвишењу Градина.

## Демографија
- попис становништва 1948: 98
- попис становништва 1953: 104
- попис становништва 1961: 96
- попис становништва 1971: 80
- попис становништва 1981: 68
- попис становништва 1991: 59

У селу 2004. године живи 61 становник и броји 19 домаћинстава. Данашње становништво чине родови: Урошевићи, Ђорђевићи, Грковићи.  